# 20Ten (Prince-album)
A 20Ten Prince harmincötödik stúdióalbuma, amely 2010. július 10-én jelent meg ingyenes extraként a Daily Mirrorban és a Daily Recordban (Egyesült KIrályság, Írország), a Het Nieuwsbladban és a De Gentenaarban (Belgium), a Rolling Stoneban (Németország) és a Courrier Internationalben (Franciaország).
Az album producere, hangmérnöke Prince volt, ő hangszerelte, komponálta és adta elő a chanhasseni Paisley Park Studiosban. A 20Ten funk, pop, rock és soul keveréke.

## Háttér
Prince a 2010-es BET Awards díjátadón hozta nyilvánosságra az album címét, miközben átvette az Életmű-díját. "Úgy érzem, hogy ez egy olyan év, ami nagyon számít. Nehéz időket élünk." Az albumot egy személyes naplójaként kezeli az évről.
A Trinity Mirror-on keresztül 2.5 millió példányt adtak ki és ebben Prince első interjúját adta az újságnak több, mint 10 év után. Az album 65 pennybe került és nem volt elérhető sehol máshol. A Daily Mirror eladási számai 330 ezerrel nőttek a megjelenés napján.
Prince 2007 júliusában hasonlóan adta ki a Planet Earth című albumát a The Mail on Sunday-jel együttműködésben.

## Számlista
Az összes dal szerzője Prince. 
| 1.    | Compassion             | 3:57 |
| 2.    | Beginning Endlessly    | 5:27 |
| 3.    | Future Soul Song       | 5:08 |
| 4.    | Sticky Like Glue       | 4:46 |
| 5.    | Act of God             | 3:13 |
| 6.    | Lavaux                 | 3:03 |
| 7.    | Walk in Sand           | 3:29 |
| 8.    | Sea of Everything      | 3:49 |
| 9.    | Everybody Loves Me     | 4:08 |
| 77.   | Laydown (rejtett szám) | 3:07 |
| 39:18 |                        |      |

## Közreműködők
- Prince – minden hangszer, ének;[9] kivéve:
- Liv Warfield – háttérének
- Shelby J – háttérének
- Elisa Dease – háttérének
- Maceo Parker – kürt
- Greg Boyer – kürt
- Ray Monteiro – kürt

## Kiadások
| Régió              | Dátum            | Formátum | Kiadvány               | Kiadó       |
| ------------------ | ---------------- | -------- | ---------------------- | ----------- |
| Egyesült Királyság | 2010. július 10. | CD       | Daily Mirror           | NPG Records |
| Skócia             | 2010. július 10. | CD       | Daily Record           | NPG Records |
| Belgium            | 2010. július 10. | CD       | Het Nieuwsblad         | NPG Records |
| Franciaország      | 2010. július 22. | CD       | Courrier International | NPG Records |
| Németország        | 2010. július 22. | CD       | Rolling Stone          | NPG Records |